# Terence Smith
Terence James George "Terry" Smith (18 de outubro de 1932 — 11 de setembro de 2021) é um velejador britânico, medalhista olímpico. Ele competiu nos Jogos Olímpicos de Verão de 1956 na classe 12 m² Sharpie e conquistou a medalha de bronze a bordo do Chuckles, ao lado de Jasper Blackall.